# Hubert Kolb
Hubert Kolb (* 25. März 1946 in Bamberg) ist ein ehemaliger deutscher Diplomat, der unter anderem zwischen 1998 und 2000 Botschafter im Tschad, von 2000 bis 2003 Botschafter in Eritrea sowie zuletzt zwischen 2006 und 2008 Botschafter in Togo war.

## Leben
Kolb leistete nach dem Abitur zwischen 1966 und 1967 zunächst seinen Wehrdienst bei der Bundeswehr und absolvierte danach von 1967 bis 1971 ein Studium der Rechtswissenschaften. Nach der Ersten juristischen Staatsprüfung 1971 befand er sich von 1972 bis 1974 im Rechtsreferendariat und legte schließlich 1974 die Zweite juristische Staatsprüfung ab. Im Anschluss begann er seine berufliche Tätigkeit und war bis 1978 Referent beim Landesverband des Bayerischen Groß- und Außenhandels.
Er begann 1978 den Vorbereitungsdienst für den höheren Auswärtigen Dienst und trat nach dessen Abschluss 1980 in das Auswärtige Amt ein. Nach Verwendungen von 1980 bis 1983 an der Botschaft in Marokko sowie anschließend in der Zentrale des Auswärtigen Amtes in Bonn war er zwischen 1986 und 1989 an der Botschaft in Schweden tätig. Danach fungierte er von 1989 und 1991 als Ständiger Vertreter des Botschafters in Kuwait und fand zwischen 1991 und 1993 Verwendung an der Botschaft im Vereinigten Königreich. Nachdem er 1993 bis 1995 Leiter des Generalkonsulates in Palermo gewesen war, war er zwischen 1995 und 1998 stellvertretender Referatsleiter im Auswärtigen Amt.
1998 wurde Kolb Botschafter im Tschad und verblieb auf diesem Posten bis zum Abbruch der diplomatischen Beziehung 2000.
Im Anschluss wurde er 2000 Botschafter in Eritrea und damit Nachfolger von Elmar Timpe, der wiederum Leiter der Wirtschaftsabteilung an der Botschaft in den Niederlanden wurde. Das Amt des Botschafters in Eritrea bekleidete er bis 2003 und übergab dieses dann an Ulf Hanel, den bisherigen Generalkonsul in Chennai im indischen Bundesstaat Tamil Nadu. Er selbst wechselte von 2003 bis 2006 als Leiter des Kulturreferats an das Generalkonsulat in New York City.
2006 erhielt Kolb seine Akkreditierung als Botschafter in Togo, wo er Nachfolger von Klaus Günther Grohmann wurde. Im August 2008 wurde er auf diesem Posten schließlich von Alexander Beckmann abgelöst.